# Jehan Vaillant
Pour les articles homonymes, voir Vaillant.
Jehan Vaillant est un compositeur français de la deuxième moitié du XIVe siècle. Il est affilié à l'ars nova et à l'ars subtilior. Les cinq chansons qui lui sont attribuées se trouvent dans le Codex Chantilly.